# Scuola interforze per la difesa NBC
La Scuola Interforze per la Difesa Nucleare, Biologica e Chimica (nota anche come Scuola Interforze per la Difesa NBC) è un istituto d'istruzione militare e polo interforze per la Difesa NBC dipendente dallo Stato maggiore della difesa con sede a Rieti che si occupa della formazione in materia di difesa militare e civile in ambito nucleare, radiologico, chimico e batteriologico.

## Storia
Il 9 aprile 1953 lo Stato maggiore dell'Esercito italiano emana la circolare n. 870-S/Ord. costituendo la Scuola Unica Interforze per la Difesa Atomica, Batteriologica e Chimica presso la Cecchignola, che aveva il compito di effettuare l'addestramento di difesa ABC agli Ufficiali Medici e al personale delle Forze Armate attraverso dei cicli di conferenze e corsi di alta qualificazione nelle sedi periferiche dei comandi. Nel marzo del 1956 grazie agli avanzamenti scientifici conseguiti la scuola viene riorganizzata in Scuola Unica Inter Forze Armate per la Difesa Atomica, Biologica e Chimica riunendo in un complesso infrastrutturale gli uffici, il comando della scuola, i laboratori e le aule. Il 9 marzo 1970 vede la riorganizzazione in Scuola Unica Interforze per la Difesa Atomica, Biologica e Chimica, mentre il 1° febbraio 1977 in Scuola Unica Interforze per la Difesa Nucleare, Biologica e Chimica.
Il 19 novembre 1992 viene concessa la bandiera d'istituto alla scuola, e il 1° maggio 1994 lo Stato maggiore della difesa la unisce alla Compagnia Sperimentale ABC e al Battaglione Difesa NBC "Etruria" trasferendola a Rieti e riorganizzandola nell'assetto attuale con la denominazione di Scuola Interforze per la Difesa Nucleare, Biologica e Chimica. Il 1° marzo 1999 alla scuola è stato assegnato il rango di Polo Interforze per la Difesa NBC.
Inoltre il personale della Scuola è stato tra i primi a intervenire durante la Sequenza sismica del Centro Italia del 2016-2017, e per l'attività svolta alla bandiera d'istituto è stata concessa la Croce d'oro al merito dell'Esercito.

## Attività
La scuola si occupa di formare in materia NBC il personale appartenente alle seguenti amministrazioni e unità:
- Stato maggiore della difesa
- Raggruppamento Autonomo del Ministero della Difesa
- Segretariato generale della difesa
- Comando operativo di vertice interforze
- Comando interforze per le operazioni delle forze speciali
- Esercito Italiano
- Marina Militare
- Corpo delle capitanerie di porto - Guardia costiera
- Aeronautica Militare
- Arma dei Carabinieri
- Polizia di Stato
- Guardia di Finanza
- Corpo militare dell'ACISMOM
- Corpo militare della Croce Rossa Italiana
- Corpo nazionale dei vigili del fuoco
- Dipartimento della protezione civile

Inoltre si occupa di formare il personale delle polizie locali  e il personale straniero dei paesi partner.

### Corsi
I corsi svolti dalla scuola sono divisi in corsi di qualificazione, di specializzazione, di aggiornamento professionale e abilitativi. La parte teorica dei corsi viene svolta sia sulla piattaforma e-learning della scuola che in sede nella caserma "Verdirosi" di Rieti, mentre la fase di formazione operativa presso l'area addestrativa NUBICH sita nell'aeroporto di Rieti.

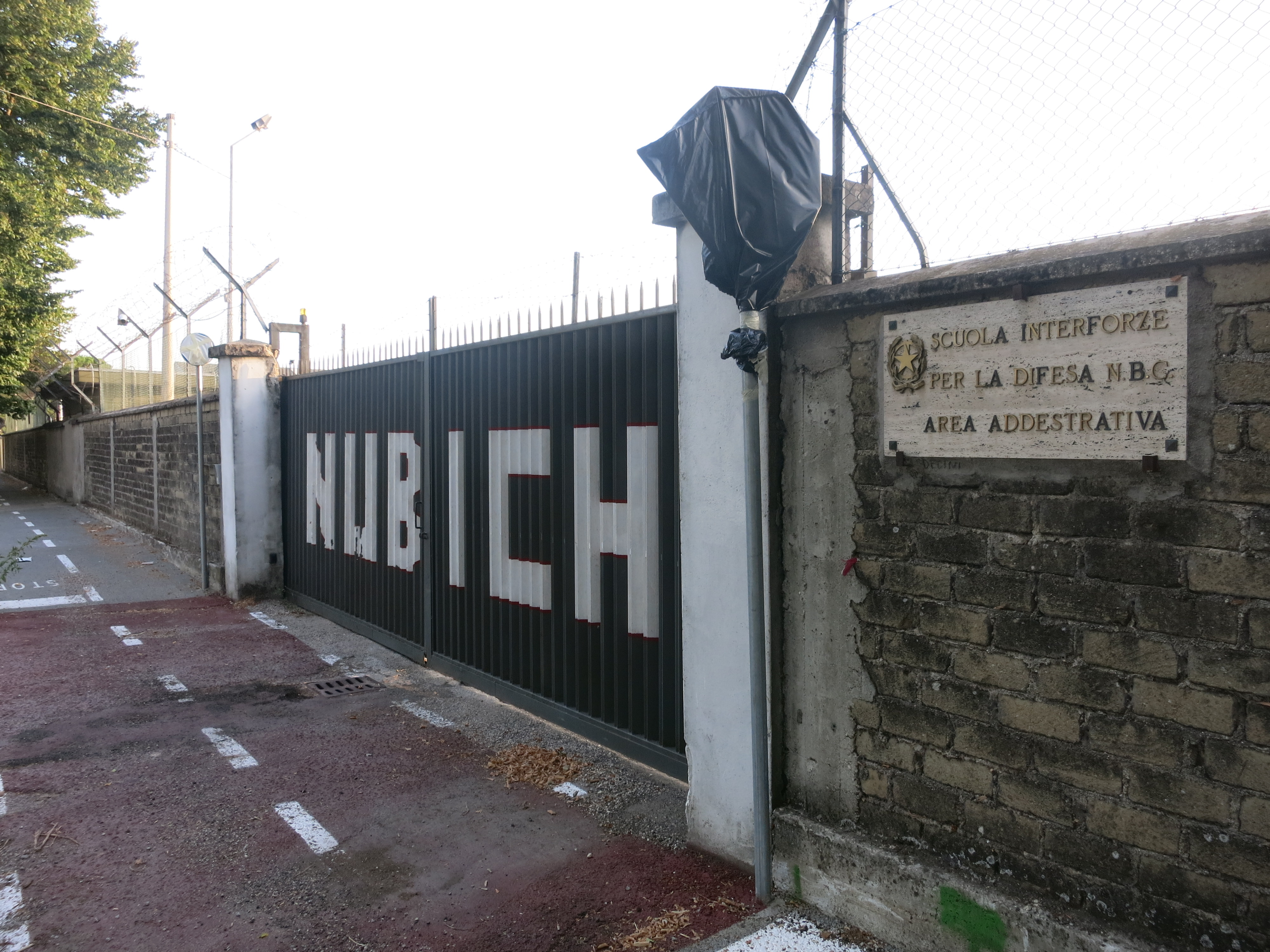
Ingresso dell'area addestrativa "NUBICH" presso l'aeroporto di Rieti

Inoltre in collaborazione con l'Università degli Studi di Roma Tor Vergata è stato svolto il master in International CBRNe.

#### Corsi di qualificazione
- OP 1: Corso di qualificazione operativa di base CBRN per personale delle Forze Armate dalla durata di 3 settimane;
  - OP 1.1: Corso di qualificazione operativa di base CBRN per medici e infermieri dalla durata di 1 settimana[6];
  - OP 1.2: Corso di qualificazione di operativa di base CBRN per personale delle forze di polizia e degli enti civili della durata di 1 settimana[7];
  - OP 1.4: Corso di qualificazione operativa di base CBRN per allievi marescialli dell'Esercito Italiano e dell'Aeronautica Militare della durata di 3 settimane;
- OP 2: Corso di qualificazione operativa avanzata dei consulenti esperti CBRN: per il personale in possesso del corso OP 1.4 della durata di 2 settimane;
- OP 4: Corso multinazionale CBRN per personale qualificato o specializzato della durata di 2 settimane;
  - OP 4.1: Corso di campionamento CBR forense riservato al personale qualificato OP 4 della durata di 3 settimane;
- OP 5 - Integrato: Corso di qualificazione operativa per personale addetto ai centri CBRN nazionali della durata di 3 settimane;
- OP 6: Corso di qualificazione operativa di base per operatore di laboratorio campale CBRN della durata di 1 settimana;
- OP 7: Corso di qualificazione CBRN per operatori delle Forze Speciali della durata di 3 settimane.

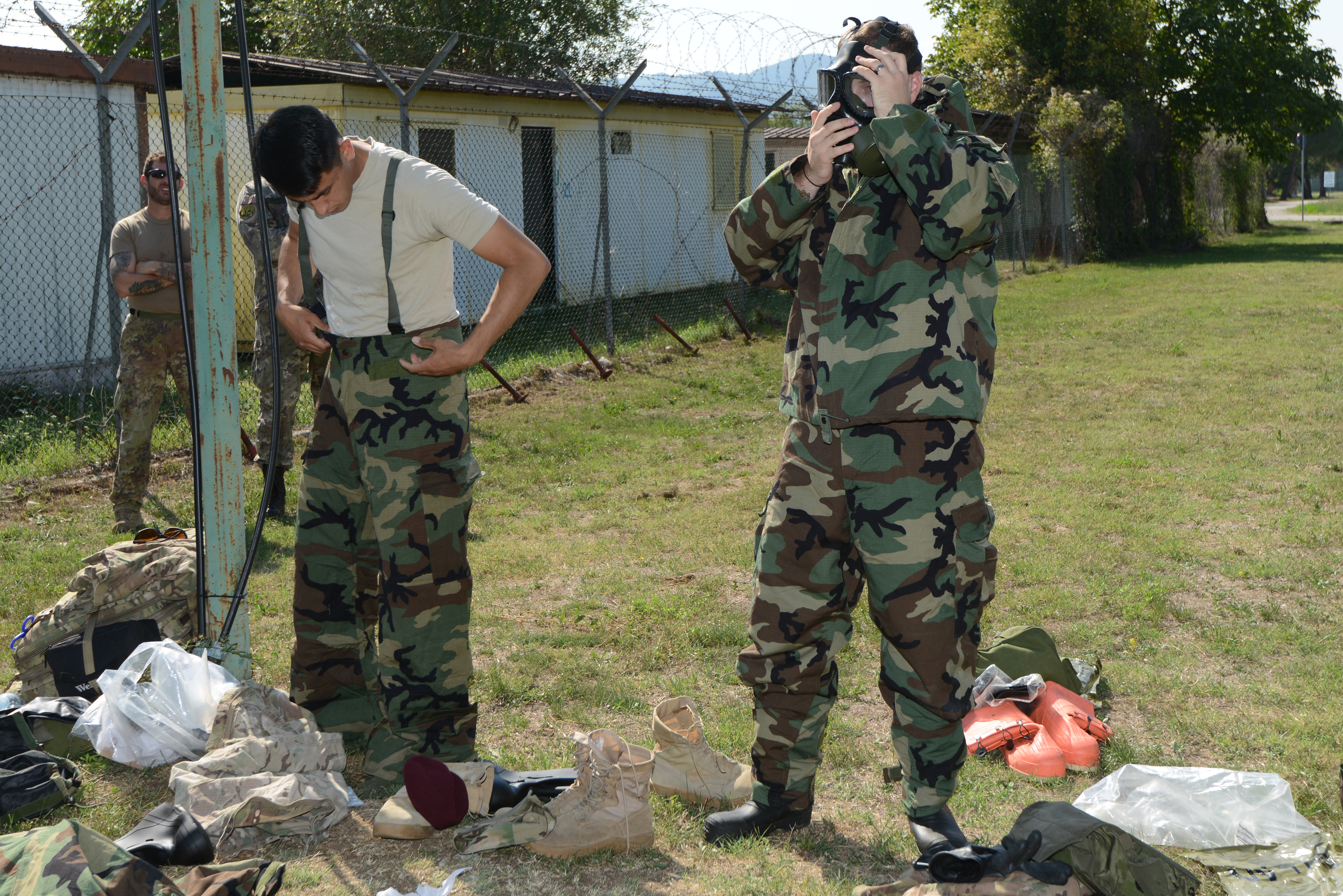
Paracadutisti statunitensi che prendono parte ad un'attività addestrativa nella scuola

#### Corsi di specializzazione
- SP 1: Corso di specializzazione o riqualificazione operativa CBRN per i graduati e volontari dei reparti specialistici della durata di 4 settimane;
- SP 2: Corso di specializzazione o riqualificazione operativa CBRN per sergenti della durata di 16 settimane.

Corsi di aggiornamento professionale
- AP: Corso di aggiornamento professionale per il personale qualificato CBRN svolto online in modalità asincrona.

#### Corsi abilitativi
- AI-2: Corso informativo sulla difesa ambientale per personale delle Forze Armate, delle forze di polizia, della Protezione Civile e dei Vigili del Fuoco della durata di 1 settimana;
- AI-5: Corso abilitativo per operatore di campionamento ambientale per Sottufficiali e Graduati delle Forze Armate della durata di 3 giorni.

## Comandanti
I comandanti della scuola dalla fondazione sono i seguenti:
1. Colonnello Romualdo Raffaeli: 1 aprile 1953 - 5 marzo 1955;
2. Capitano di Vascello Pasquale Senese: 6 marzo 1955 - 25 settembre 1956;
3. Generale di Brigata Grissante Mulas: 26 settembre 1956 - 20 gennaio 1959;
4. Colonnello pilota Tito Zucconi: 21 gennaio 1959 - 7 febbraio 1961;
5. Colonnello Giacomo Bardi: 8 febbraio 1961 - 28 febbraio 1962;
6. Colonnello Salvatore Vinci: 1 marzo 1962 - 15 giugno 1964;
7. Capitano di Vascello Ercole Panichi: 16 giugno 1964 - 30 giugno 1966;
8. Generale di Brigata Bruno Zavladal: 1 luglio 1966 - 30 luglio 1968;
9. Generale di Brigata Luigi Spagna: 1 luglio 1968 - 31 luglio 1971;
10. Contrammiraglio Oberdan Greco: 1 agosto 1971 - 30 giugno 1972;
11. Generale di Divisione Marco Bitossi: 1 luglio 1972 - 10 luglio 1974;
12. Generale di Brigata Mario Bucalossi: 11 luglio 1974 - 18 dicembre 1979;
13. Generale di Brigata Antonino Giornofelice: 19 dicembre 1979 - 20 settembre 1982;
14. Generale di Brigata Pietro Zampieri: 21 settembre 1982 - 30 settembre 1985;
15. Generale di Divisione Vincenzo Mattei: 1 ottobre 1985 - 17 dicembre 1987;
16. Generale di Brigata Michele Ianne: 18 dicembre 1987 - 30 ottobre 1990;
17. Generale di Brigata Antonino Mozzicato: 31 ottobre 1990- 20 settembre 1992;
18. Generale di Brigata Pasquale Melluso: 21 settembre 1992 - 9 ottobre 1995;
19. Generale di Brigata Giuseppe Pavone: 10 ottobre 1995 - 8 ottobre 1996;
20. Brigadier Generale Claudio Claudiani: 9 ottobre 1996 - 15 settembre 1998;
21. Brigadier Generale Aldo Cinelli: 16 settembre 1998 - 15 giugno 2000;
22. Brigadier Generale Mario Marioli: 16 giugno 2000 - 14 novembre 2002;
23. Brigadier Generale Enrico Spagnoli: 15 novembre 2002 - 14 luglio 2004;
24. Generale di Brigata Paolo Lunelli: 15 luglio 2004 - 7 maggio 2006;
25. Colonnello Mauro Ansaldi: 8 maggio 2006 - 6 novembre 2006;
26. Generale di Brigata Antonio Badalucco: 7 novembre 2006 - 14 dicembre 2007;
27. Generale di Brigata Giuseppe Adami: 15 dicembre 2007 - 12 novembre 2009;
28. Generale di Brigata Alessandro Silvestri: 13 novembre 2009 - 14 settembre 2012;
29. Generale di Brigata Giancarlo Villa: 15 settembre 2012 - 23 ottobre 2015;
30. Generale di Brigata Sossio Andreottola: 24 ottobre 2015 - 5 dicembre 2018;
31. Generale di Brigata Emilio Corbucci: 6 dicembre 2018 - 28 ottobre 2021
32. Generale di Brigata Riccardo Fambrini: 29 ottobre 2021 - 20 ottobre 2024
33. Generale di Brigata Giorgio Guariglia: 21 ottobre 2024 - in carica[9]